# Palácio da Bolsa
Palácio da Bolsa – zabytkowy budynek w Porto, w Portugalii. Pałac został wzniesiony w XIX wieku przez miejskie Stowarzyszenie Handlowe (Associação Comercial) w stylu neoklasycystycznym. Znajduje się na placu Infante D. Henrique w zabytkowym centrum Porto, umieszczonym na Liście światowego dziedzictwa UNESCO.

## Historia
Palácio da Bolsa znajduje się obok kościoła św. Franciszka, który był kiedyś częścią klasztoru św. Franciszka założonego w XIII wieku. W 1832 roku, podczas wojen domowych, pożar zniszczył krużganki klasztoru, oszczędzając kościół. W 1841 roku Królowa Maria II podarowała ruiny klasztoru kupcom miejskim, którzy postanowili wykorzystać to miejsce na budowę siedziby Stowarzyszenia Handlowego.
Prace budowlane rozpoczęły się w 1842 roku na podstawie planów architekta Joaquim da Costa Lima Júnior, który zaprojektował neoklasycystyczny pałac pod wpływem architektury palladianizmu ze wcześniejszych budowli w mieście. Większa część pałacu została ukończona 1850 roku, ale wystrój wnętrza został ukończony dopiero w 1910 roku i obejmował kilka różnych artystów.
Od 1982 obiekt jest klasyfikowany jako Dobro Publiczne.